# Campamento de debate
 Campamento de debate  es el quinto capítulo de la cuarta temporada de la serie dramática El Ala Oeste.

## Argumento
El equipo de la Casa Blanca prepara el debate decisivo en un campamento, donde Sam hace el papel de senador Ritchie. Durante los ensayos, este último no puede evitar imitar al Presidente ante la burla de los asistentes. Va a ser el único debate presidencial y de su resultado dependerá en gran medida que aumenten o disminuyan las posibilidades de reelección. Joey confirma que entre los estados que van perderse está el natal del Presidente, New Hampshire.
Mientras, la tensión entre Israel y Qumar se incrementa por momentos: un barco mercante de Qumar lleva a bordo un cargamento enorme de armas para un posible enfrentamiento con Israel. El Presidente es partidario de acciones diplomáticas, pero Leo y el almirante   Fitzwallace prefieren la mano dura. Al final será esta última la opción elegida: detener a toda costa el barco y hacer entrar en razón a los dirigentes del país musulmán del golfo pérsico.
Toby le pide matrimonio a su exmujer, la senadora Andy Wyatt puesto que está embarazada de gemelos, acontecimiento que llena de felicidad a sus compañeros, incluido un Charlie que no sale de su asombro. Josh, mientras, consulta a Amy Gardner sobre la reforma de la política de ayudas a mujeres trabajadoras. 
En varios momentos del episodio aparecen varios Flashbacks de los inicios de la Casa Blanca a los pocos días de la investidura: Toby poniendo pegas a la que era por entonces su mujer Andy para tener un niño; C.J siendo abordada por un representante de una revista cristiana que le comenta que rezará por ella – porque ir derecha al infierno, según comprueba después por la lista que le da –; y Josh y Donna siendo víctimas de novatadas al inicio de su gestión.

## Curiosidades
- En este episodio se dan pistas de las razones por la que Toby está separado de su mujer.
- Aaron Sorkin comentó en una entrevista que su idea inicial para el comienzo de la cuarta temporada de la serie era poner al séquito presidencial en un tren. Al final lo puso en un rancho durante los primeros episodios.

## Premios
- Nominado al Mejor Director de Serie Dramática a Paris Barclay (Premios DGA)[1]

## Enlaces
- Enlace al Imdb
- Guía del Episodio (en inglés)